# Kembar
Mont Kembar (en indonesi, Gunung Kembar) és un volcà en escut de 2.245 msnm format durant el Plistocè i situat a Sumatra, Indonèsia. Conté un camp de fumaroles, anomenat Gayolesten. El complex volcànic es troba en la unió de dos sistemes de falles geològiques.